# Nikolai Melnitsky
Nikolai Melnitsky (n. 9 mai 1887, Kiev, gubernia Kiev⁠(d), Imperiul Rus – d. 7 noiembrie 1965, Paris, Franța) a fost un trăgător de tir, medaliat olimpic. A participat la o ediție a Jocurilor Olimpice (1912) în care a câștigat o medalie de argint.

## Participări
Lista de mai jos prezintă principalele competiții la care a participat Nikolai Melnitsky de-a lungul carierei.
- shooting at the 1912 Summer Olympics – men's 30 metre team rapid fire pistol[*]